# Lathrapanteles
Lathrapanteles – rodzaj błonkówek z rodziny męczelkowatych. Gatunkiem typowym jest Lathrapanteles papaipemae.

## Zasięg występowania
Ameryka Północna i Południowa.

## Biologia i ekologia
Żywicielami są motyle z rodziny sówkowatych, rzadziej omacnicowatych.

## Gatunki
Do rodzaju zaliczane są 4 gatunki (najprawdopodobniej jest ich więcej, choć rodzaj raczej nie jest zbyt liczny):
- Lathrapanteles ampyx Williams, 1985
- Lathrapanteles fuscus Williams, 1985
- Lathrapanteles heleios Williams, 1985
- Lathrapanteles papaipemae (Muesebeck, 1921)